# The Oatmeal
The Oatmeal ist eine Website des US-amerikanischen Cartoonisten Matthew Inman (geb. 24. September 1982). Inman lebt in Seattle, Washington, betreibt von dort die Website und lädt regelmäßig neue Cartoons, Bilder und sonstige Artikel hoch.

## Website

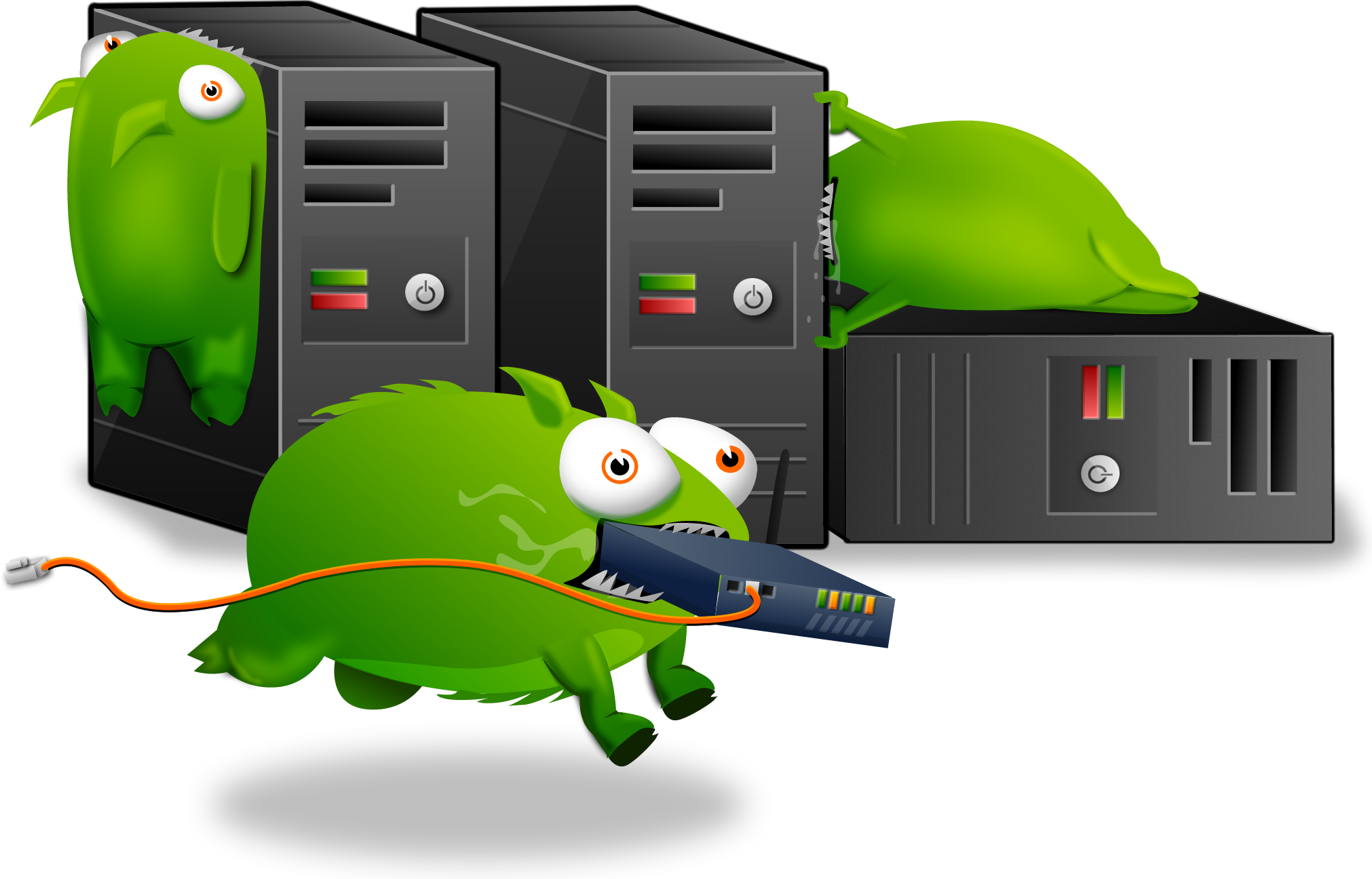
Inman kreierte die Tumbeasts, die von Tumblr verwendet wurden.

Die Website wurde von Inman am 6. Juli 2009 gegründet. Sie entwickelte sich in den ersten drei Jahren zu einer der meistbesuchten Cartoonseiten der Welt und hatte zu diesem Zeitpunkt monatlich um die 7 Millionen Besucher.
Inman zeichnet bevorzugt Cartoons mit Tieren im Zusammenspiel mit Menschen, Nikola Tesla oder erzählt in Comics von seinen persönlichen Lebenserfahrungen. Er nimmt in seinen Cartoons auch gelegentlich Stellung zu politischen Themen.
2010 lud Inman in "The State of the Web (Winter 2010)" die von ihm kreierten Tumbeasts auf die Website. Sie waren eine Parodie auf die Serverprobleme, die die Website Tumblr zu dieser Zeit vermehrt hatte. Er bot Tumblr an, die Zeichnung zu verwenden, um sie anstelle des herkömmlichen Hinweises auf den Servercrash anzuzeigen. Tumblr kam dem Angebot nach und verwendete das Bild tatsächlich mehrfach auf der eigenen Seite.
The Oatmeal gewann 2014 den Eisner Award für das beste Digital/Webcomic.

## Projekte bei Kickstarter
Zusammen mit dem Spieleentwickler und -autor Elan Lee startete Inman Projekte, die über die The-Oatmeal-Website publiziert und gefördert wurden, bei der Crowdfunding-Plattform Kickstarter.

### Exploding Kittens
Hauptartikel: Exploding Kittens
Das erste Spiel, das Inman und Lee zusammen veröffentlichten, war ein Kartenspiel. Exploding Kittens war 2015 zum Ende seines Crowdfundings mit 8.782.571 US-Dollar das meistunterstützte Kartenspiel bei Kickstarter.
Das Spiel wurde von Inman mit Katzencartoons illustriert und funktioniert nach dem bei Computerspielen beliebten Last-Man-Standing-Prinzip. Mit Imploding Kittens wurde 2016 bereits ein Erweiterungspack veröffentlicht.

### Bears vs. Babies
Auch das zweite bei Kickstarter veröffentlichte Spiel von Lee und Inman ist ein Kartenspiel. Das Spiel heißt Bears vs. Babies und wurde über den Zeitraum von einem Monat (Oktober bis November 2016) mit 3.215.679 US-Dollar zwar weniger unterstützt als Exploding Kittens, übertraf aber die Crowdfundingbedingungen der Hersteller bei weitem.
Dieses Kartenspiel fordert von den Spielern mehr Geschick im Planen und Bauen. Vor der endgültigen Markteinführung suchte Inman über seine Website nach Spieletestern, die das Spiel zuvor probespielen sollten.